# Tips & Tricks
Tips & Tricks fue una revista mensual de videojuegos dedicada a los temas de códigos de trucos de juegos, guías de estrategia y contenido de estilo de vida. A diferencia de la mayoría de las revistas de videojuegos, no incluía críticas y no era una fuente principal de noticias de la industria de los videojuegos. En cambio, se centró en las instrucciones de juego y los «huevos de Pascua» ocultos relacionados con los juegos que sus lectores ya podrían haber comprado.

## Contenido editorial
A menudo se refería a sí misma como «La revista de consejos de videojuegos número 1», Tips & Tricks era conocida por sus guías de estrategia o tutoriales para consolas contemporáneas y juegos portátiles. Cada número también incluía un índice de códigos de botones y contraseñas, ordenados alfabéticamente por título del juego y ordenados por consola. La revista también incluía contenido de «estilo de vida», en el que un columnista habitual debatiría un aspecto particular de la cultura de los videojuegos. Algunos de estos se dedicaron a un juego o serie de juegos específicos (por ejemplo, Armored Core, Pokémon, Halo, Animal Crossing), mientras que otros destacaron figuras de acción, cómics, música y películas relacionadas con videojuegos.

## Historia
Tips & Tricks (más tarde, Tips & Tricks Codebook) fue una revista de videojuegos publicada por LFP. Durante la mayor parte de su existencia, la publicación se dedicó casi exclusivamente a estrategias y códigos para videojuegos populares. Comenzó como un spin-off de la revista VideoGames, que en sí misma se transformó en VideoGames & Computer Entertainment. VG&CE y VideoGames, como Tips & Tricks, fueron publicados por LFP luego de la compra de ANALOG Computing, ST-LOG y otras revistas de computadoras de los editores Michael DesChenes y Lee Pappas a fines de la década de 1980.
Tips & Tricks se originó como un spin-off de la sección mensual «Tips & Tricks» en la revista VideoGames & Computer Entertainment. Debido a que VideoGames & Computer Entertainment en sí surgió de la columna mensual «Video Game Digest» en la revista ANALOG Computing, Tips & Tricks fue técnicamente la publicación de más larga duración en una sucesión de revistas relacionadas que se originaron con el primer número de ANALOG en enero de 1981. Nueve meses antes del lanzamiento de Electronic Games, que generalmente se considera la primera revista de videojuegos del mundo. Cuando el último número de Tips & Tricks Codebook apareció en febrero de 2011, marcó el final de una serie de revistas impresas que habían cubierto la industria de los videojuegos durante 30 años consecutivos.

El editor en jefe de Tips & Tricks, Chris Bieniek, fue entrevistado en julio de 2014, detallando la historia de la revista.